# Саруханогуллары
Саруханогуллары (осман. صاروخان اوغللری‎, тур. Saruhanoğulları, Saruhan) — анатолийский бейлик (эмират) со столицей в Манисе, а также тюркская династия, основавшая его и правившая им в период между 1300 и 1415 годами. Династия также называется Саруханиды, бейлик — Сарухан. Своим названием бейлик и династия обязаны основателю — сельджукскому военачальнику Сарухан-бею.
Эмират был расположен в Западной Анатолии, имел выход к Эгейскому морю и контролировал побережье севернее Измира между территориями бейликов Айдыногуллары и Карасыогуллары, занимая территории вокруг современных городов Маниса, Менемен, Кемальпаша и Фоча. Флот бейлика Сарухан был серьёзной угрозой византийским, генуэзским и венецианским владениям в восточном Средиземноморье. Бейлик был впервые захвачен османами в 1390 году, а окончательно покорён ими — в 1415 году.

## Предыстория
Ко второй половине XIII века на территории Малой Азии существовало два крупных государства, у каждого из которых период расцвета был позади. Византийская империя, уже пережившая распад после захвата Константинополя в 1204 году на Латинскую, Никейскую и Трапезундскую империи, временно возродилась в 1261 году на уменьшенной территории. Конийский султанат, осколок Сельджукской империи, в своё время отвоевавшей у Византии территории, подвергался набегам монголов, постепенно сдавая позиции. Под напором монголов в Анатолию из Средней Азии перекочёвывали тюркские племена. В 1229 году к анатолийской границе сельджукского государства пришёл последний хорезмшах Джелалэддин Мангуберди. В августе 1230 года Алаэддин Кей-Кубад I сразился с Джелалэддином и разбил его в битве у Яссычемена. В 1231 году Джелалэддин умер, а сопровождавшие его в походе воины обосновались в Анатолии, поступив на службу к сельджукам.
Пока существовала Никейская империя, восточная её граница контролировалась укреплениями, а в каждой крепости сидел наместник-архонт. С возвращением Константинополя в 1261 году и переносом в него столицы из Никеи азиатские рубежи Византии стали приходить в запустение. Наместники в крепостях оставались, но центр уже не мог оперативно оказывать им помощь. Укрепляя границы Византии в Малой Азии, Михаил Палеолог к 1280 году закончил строительство крепостей. Кроме того, вдоль правого берега Сангария он построил деревянную стену. Но в 1302 году вследствие сильного разлива Сангарий изменил русло. Укрепления стали бесполезны и, как результат, греки ушли от них. По словам Пахимера,
там, где он отступал, он позволял переправиться всякому, там же, где он разлился, он не только из-за разлива не обеспечивал потоку глубины, но, спускаясь с краснобоких гор, образовывал к тому же наносы и предоставлял желающему возможность переправиться на ту сторону по галькам.
Византия практически не имела армии и без призвания наёмников она была не в силах защищать себя. По сути, греческие наместники были предоставлены сами себе. Этим воспользовались туркменские беи, получившие от сельджукских султанов уджи на границе с Византией. Как писал Никифор Григора:
Всю землю, сколько ее находилось в Азии под властью римлян, турки по общему согласию и жребию разделили между собою. Карман Алисурий [Гермиян Алишир] получил большую часть Фригии, также земли, простирающиеся от самой Антиохии, находящейся при реке Меандре, до Филадельфии и соседних с нею мест. Другой турок, по имени Сархан, получил земли, простирающиеся оттуда до Смирны и приморских мест в Ионии.

## История

### Сарухан-бей. Основание бейлика

Малоазийские походы каталонцев в 1303—1304 году

По словам Ибн Биби военачальник Сарухан, ранее служивший Джелаледдину в 1231 году перешёл на службу к Алаэддину Кейкубаду. У этого Сарухана был сын Альпаги (другие варианты написания — Альп-Агы, Альпагу). В свою очередь, у Альпаги было три сына: Сарухан, Чига-бей, Али-паша. Вероятно, cыновья Альпаги также служили сельджукам. Османские источники называют Сарухана, сына Альпаги, одним из нукеров султана Масуда II и сельджукским удж-беем. Примерно в 1299—1300 годах в Анатолии сложилась ситуация, когда формальный сюзерен, Конийский султанат, не имел сил удерживать своих уджбеев. Сарухан расширял контролируемую им территорию, сражаясь против византийцев. В 1302 году Михаил IX Палеолог и Андроник II пытались бороться с против Карасы и Саруханом, им пришлось обратиться за помощью к наёмникам. Это принесло временный результат в 1302 году, когда каталонцы освободили Филадельфию от осады тюрок, разбив силы эгейских бейликов Гермиян, Сарухан и Айдын. Однако закрепить победу надолго Византия не смогла: каталонцы были мало управляемы, конфликт императора и наёмников вылился в противостояние на территории Византии в Европе. После этого анатолийские бейлики быстро вернули потерянные территории и опять вышли к морю. Начиная с 1305 года эгейские бейлики стали совершать набеги европейские территории Византии, однако, не захватывая их. Тюрок интересовала лишь добыча. В результате этих рейдов в бейлике образовался рынок рабов. Фокея платила Сарухану налог в размере пятнадцати тысяч акче (или 500 золотых) ежегодно.
Столицей бейлика была Маниса, которую Сарухан смог захватить в промежутке между 1310 и 1313 годами. Согласно легендам Сарухан-бей въехал в город из района Кыртык / Чайбашы с помощью хитрости.
Несколько раз Сарухан заключал с византийцами союзы. В 1329 году Сарухан и Умур заключили альянс с Андроником, искавшим союзников против Орхана Гази и генуэзцев. Одержав с помощью тюрок победу над Мартино Дзаккариа в Хиосе, Андроник III решил установил контроль над Новой Фокеей.
В начале 1334 года 276 кораблей Умура и Сулеймана Саруханоглу совершили набег на Монемвасию, разорили Морею, дошли до Мистры. Но корабль Сулеймана наскочил на скалу и сын Сарухана был взят в плен и заключён в Фокее. Вскоре Андронику потребовалась помощь против генуэзского правителя Фокеи Доменико Каттанео, захватившего Лесбос. Андроник, Сарухан и Умур объединили усилия и в результате в конце 1336 года генуэзцы сдались на условиях, предложенных Иоанном Кантакузином. Эти условия, в частности, предусматривали возвращение Сулеймана Саруханоглу и других заложников. Во время Византийской гражданской войны (1341—1347) Сулейман Саруханоглу вместе с Умуром отправился во Фракию. Они принимали участие в походе против Момчила летом 1345 года. Вскоре Умуру пришлось вернуться в Анатолию. Сулейман, сын Сарухана, по дороге заболел и умер. Чтобы не портить отношений с Саруханом, Умур закончил кампанию во Фракии и доставил тело Сулеймана Сарухану для похорон, а затем вернулся в Смирну и продолжил осаду портовой крепости. Смерть Сулеймана ухудшила отношения Сарухана и Умура, Сарухан вышел из альянса с Умуром. Осенью 1346 года бей Сарухана вступил в союз с Анной Савойской, которая воспользовалась этой ситуацией и отправила к Сарухану посланника. Пока делегация добиралась Манисы, беем стал сын Сарухана, Ильяс. Возможно, Сарухан-бей скончался в  746/ 747 (1345/46). Но согласно сохранившимся генуэзским документам Сарухан умер после 1348 года. Захоронение Сарухана находится в Манисе и не содержит даты в надписи.
Шихабуддин аль-Умари сообщал, что у Сарухана было пятнадцать городов, двадцать замков, 10 000 всадников, много судов в море, и что были солдаты, которые постоянно были в море У брата Сарухана, Али-бея, который правил в Нифе, также было восемь городов, тридцать замков и 8000 лошадей.

### Ильяс-бей и Исхак-бей
После смерти Сарухана управлять бейликом стал его сын, Фахруддин Ильяс-бей. Данных об Ильясе сохранилось немного. Вкоре после смерти Сарухана (около 1346 года) Манису посетил Караманоглу Алаеддин-бей, он был хорошо принят, и увёз богатые дары — 10 кусков серебра и 7 отрезов ткани. Известно, что в 1347 году большая часть флота Саруханидов была уничтожена крестоносцами возле Имброса во время одного из обычных набегов. Часть историков предполагает, что Ильяс правил в  756/ 757 (1355/56) году, когда сын Орхана и Теодоры Кантакузины, Халил, был похищен генуэзскими пиратами и заключён в Фокее. Историки описывают события одинаково, но часть из них относит их к Ильясу, а часть — к его сыну Исхаку. По требованию Орхана византийцы блокировали город с моря. Саруханский бей окружил город с суши. Согласно византийским источникам бей планировал захватить императора, но сам был им захвачен. Жена бея привезла императору большой выкуп и детей отдала в заложники, чтобы освободить мужа. Год смерти Ильяса точно неизвестен, Е. Захариаду утверждала, что Исхак-бей управлял эмиратом уже в 1357 году, И. Узунчаршилы датировал смерть Ильяса «после  764 года» или между 1362—1364 годами.
Наследовал Ильясу его сын Музафферуддин Исхак-бей. В 1363 году соседствовавший с Саруханогулларами с севера бейлик Карасыогулларов был аннексирован Мурадом I, тем самым Саруханиды стали непосредственными соседями османов.
Во времена правления Исхака бейлик пережил расцвет. Исхак-бей предпочитал проводить умеренную политику в отношении османов, которые постепенно укреплялись во время его правления. Так же Исхак старался поддерживать хорошие отношения со всеми анатолийскими правителями и с мамлюкским султаном.
Исхак-бей скончался в  780 году, ему наследовал его сын Орхан.

### Сыновья Исхака. Гибель бейлика
Сыновья Исхака, Орхан и Хызыр, вели длительную борьбу за власть и поочередно правили в бейлике после Исхака. Приход Орхана-бея на трон Сарухана, вероятно, привел к противостоянию его с братом, Хызыр-Шахом. Это ослабило бейлик и привело к усилению влияния Мурада I. До примерно 1389 года беем был Орхан, после Косовской битвы — Хызыр. Хызыр и Орхан вступили в антиосманский союз после смерти Мурада в Косовской битве, Однако зимой 791—792 (1389—1390) антиосманский союз быстро распался, и оба брата изъявили покорность Баязиду. Баязид оставил Хызыр-Шаху восточную часть бейлика с городами Демирджи, Гёрдес и Адала, а Орхана посадил в заключение. Возможно, в прощении Хызыр-Шаха Баязидом сыграло роль то, что Хызыр был женат на дочери Мурада I и сестре Баязида I. О местонахождении Орхана-бея в это время точных данных нет, но к 1402 году Орхан-бей находился у Тамерлана.
Хызыр-Шах упоминается как Хызыр-паша в записях османского вакуфа. Под властью Баязида в бейлике находилась область с центром в Манисе, однако между 1390 и 1402 годами Саруханиды продолжали править в Демирчи и Нифе.
В битве при Анкаре  804 (1402) году Орхан сражался в войске Тамерлана и отличился, поэтому Тамерлан отдал эмират Орхану Саруханоглу. Имя Орхана-бея отчеканено на двух серебряных монетах. Одна монета датирована 805 годом (1402), это свидетельствует, что он правил после битвы при Анкаре. Однако второе правление Орхана-бея вызвало противодействие Хызыр-шаха. Летом 806 (1404) года Орхан и Хызыр-Шах вели борьбу за бейлик, через некоторое время Орхан-бей был отстранён. Хызыр-шах опять занял трон Сарухана, возможно, с помощью Джунейда и Сулеймана Челеби.
Затем Хызыр принял сторону Исы Челеби, после поражения последнего при Улубаде бей сбежал в Манису. В 1410 году Мехмед захватил Манису, Хызыр-Шах был застигнут врасплох в бане и казнён. Большая часть бейлика перешла к Мехмеду-челеби и стала одним из санджаков, а Маниса стала резиденцией наследника престола.
Не было ясно, кто правил в оставшейся части бейлика. В 814 (1411) году в Манисе правил Сарухан б. Исхак, ещё один сын Исхака Челеби. Его правление было очень коротким, от 1411 и до 1415 года. Некоторое время ещё бейлик продолжал существовать в усечённом виде с центром в Демирчи. В вакуфах встречается имя Якуба б. Девлет Хана (816/1413). В вакуфах и надписях упоминаются Саруханиды Юсуф Челеби, Хайреддин Челеби, Али Бей, сын Будак Паша Бегче и Идрис, принадлежвшие ветвям семейства в Демирчи и Менемене.
В Манисе османским санджакбеем был назначен Тимурташоглу Али-бей. Он упоминается как командующий при подавлении восстания Бёрклюдже Мустафы и Торлака Кемаля, вспыхнувшего на территории Айдына и Сарухана. Подавление восстания и казнь Торлака Кемаля в Манисе в 819 (1415/16) году привели к окончательному установлению османской администрации в Сарухане.

### Другие члены семьи
Вероятно, в 825 (1422) году Саруханиды были среди анатолийских беев, поддержавших восстание претендента Кучук Мусафы. Предположительно, это были члены семьи из Демирчи. Также они упоминались среди беев, поддерживавших Джунейда Измироглу до 828—829 (1425—1426). Однако после казни Джунейда-бея в 1426 году в Сарухане окончательно установилось османское управление.
Известно, что некоторые из членов семьи Саруханов, которые не чеканили деньги, управляли в различных городах и основывали вакуфы. Таковы сын Сарухана Девлет-хан, его сын Якуп-хан, правившие в Демирчи. Известно, что в Нифе правил брат Сарухана-бея, Али-паша. А брат Сарухана Чука-бей правил в Демирчи. В Енидже построил мечеть Бурак-паша-оглу, член семьи Саруханидов, как указано в вакуфных документах. Сохранились вакуфы Саруханоглу Идриса-челеби, Саруханоглу Юсуфа-челеби и Саруханоглу Хайреддина-челеби.

## Переселение саруханцев в Румелию
Известно, что из Сарухана кочевая часть населения была переселена в Румелию, вероятно, из-за участия их в мятежах Джунейда и Лже-Мустафы. Ашикпашазаде связывал это переселение с недовольством солевым налогом (бейлик производил и торговал солью) и относил это событие к более раннему периоду: «Рассказывают, что в Саруханском иле жил кочевой народ. Зимовали кочевники на равнине Менемен. И был там введён закон о соли. Они его не приняли. Об этом сообщили Баязид-хану. Он послал приказ своему сыну Эртогрулу: „Задержи этих бунтовщиков, препоручи их подходящим для этого дела кулам и отправь их в окрестности Филибе“. Эртогрул послушался отцовского слова. Переселил кочевые семейства в окрестности Филибе. Это те, которых сейчас в Румелии называют Сарухан-бейлю. Паша Йигит был главой этого племени. В те времена он переселился с ними».

## Система управления и армия
Управление и организация бейлика были такими же, как и у других туркменских княжеств региона. Завоеванные земли распределялись между родственниками старшего бея, но монеты чеканились и хутба читалась лишь от его имени на всей территории бейлика. Во времена Сарухана бейлик был разделен на две основные административные единицы: Маниса и Ниф, возможно, позже ещё одной административной единицей стал Демирчи. Сарухан-бей правил в Манисе, Али-бей в Нифе и Чуга-бей в Демирчи.
В бейлике существовала система тимаров. Аль-Умари писал, что страна Сарухан обширна и укреплена. По его словам Сарухан-бей имел 15 городов и 20 замков, более десяти тысяч кавалеристов и бесчисленных военно-морских воинов. Военная мощь бейлика была достаточно велика, чтобы предотвращать атаки внешних врагов.

## Территория
Бейлик занимал территорию, примерно совпадающую с древней Лидией — долину Гедиз и её окрестности. С востока бейлик выходил в Эгейскому морю, занимая побережье от западных берегов Измирского залива Измир до Фокеи. Бейлик граничил с землями Карасыогулларов с севера, Гермияногулларов с востока и Айдыногулларов с юга. Вместе с Карасы, Айдын и Ментеше бейлик входит в число Эгейских эмиратов.

Бейлику принадлежали города: Маниса, Менемен, Гёрдес, Демирчи, Ниф (Кемаль Паша), Тургутлу, Тарханят (Илыка), Гордык, Акхисар, Атала, Кайягык.

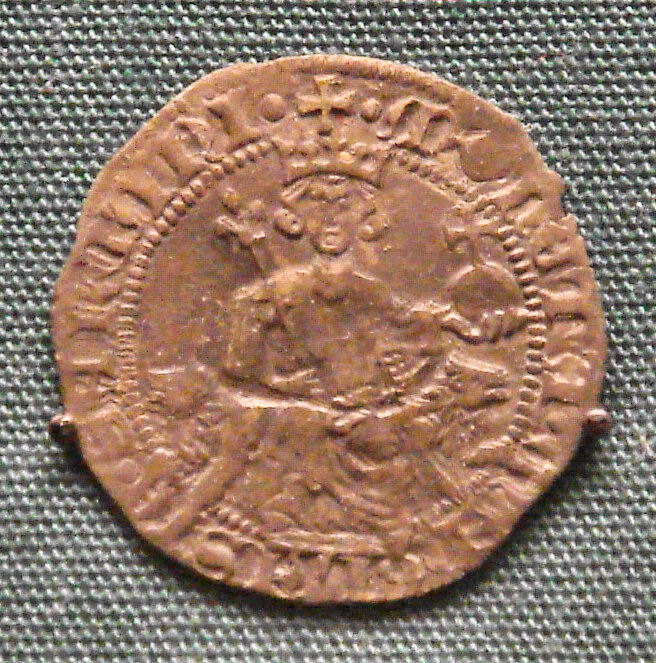
Серебряный джильято Сарухана

## Экономика
Об экономическом положении бейлика можно судить лишь по косвенным свидетельствам и документам османского периода. Известно, что саруханские беи имели торговые связи с христианами. До 1346 года Саруханом было заключено торговое соглашение с латинянами, возобновлён договор был в 1364 году.
Порт бейлика находился в Фокее. Экспорт и импорт в порту Фокеи облагался. Практиковался откуп налогов. Итальянские торговцы покупали промышленное сырье (квасцы, опиум, хлопок), продукты питания (оливковое масло, сушеные фрукты, пшеницу, ячмень), скот (овец, лошадей), а также ковры, ткани, вино и мыло. Особенным спросом пользовались цветные ткани (например, красная ткань из Алашехира) и зерно. Хлопок из Фокеи везли на остров Майорка в Испании и в Анкону в Италии. Зерно везли в Геную, Венецию и другие итальянские города. Квасцы — минерал, используемый при крашении тканей в средние века также был важной статьёй экспорта. Не меньший доход приносила бейлику добыча соли. Важной статьёй экспорта было вино. Недалеко от Манисы с XIII века разрабатывались железные копи. Набеги на византийские земли и пиратская деятельность на море наполнили рынок пленниками. Богатых освобождали за выкуп, а других продавали как рабов. Работорговля была одной из важных статей дохода бейлика.
Международная торговля в повысила уровень жизни в городе, и это ситуация сохранялась в последующие столетия. В XVI веке почти половина населения Манисы имела высокий уровень благосостояния. Ибн Баттута описывал Манису как цветущий город, окружённый садами и не испытывавший недостатка в источниках воды.
Поскольку бейлик торговал с латинянами, его правители чеканили монеты по образцу итальянских. Взяв за пример анжуйские монеты, беи чеканили джильято. На двух из монет есть даты.

## Строительство

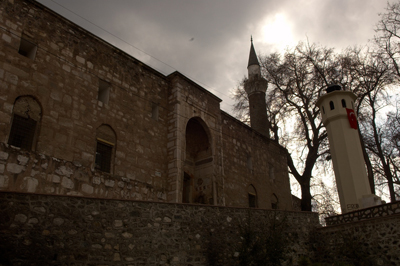
Мечеть Улуджами в Манисе

- Сарухан бей построил мечеть в базарном районе Манисы, мост через Гедиз и фонтан в районе Якалар, но они не сохранились. Мечеть Фетих (тур. Fetih/Kale/Hacet Mescidi) — руины перед замком Манисы, это первая мечеть, построенная Саруханом беем на византийских землях в 1345 году[37].

От времён беев Саруханидов осталось до наших дней немного построек:
- Старейшее здание периода бейлика в Манисе — Мечеть Ильяса-бея без минарета, возведённая в начале  764 (февраль 1363) года, его построил Хаджи Ильяс б. Мехмед[38][39].

- Наиболее значимым является комплекс Улуджами (Большой мечети), расположенный у подножия горы Сипилус. Комплекс состоит из мечети, медресе, гробницы, двух фонтанов и хаммама и был построен Исхаком-челеби. Ранее всего была возведена мечеть — в  768 (1366) году, затем в  780 (1378/79) было построено медресе. По своим особенностям комплекс является интересным переходным примером от анатолийской к турецкой архитектуре[11]. Мечеть возведена архитектором Эмедом б. Осман[40].

- В  770 (1368/69) году Исхак построил Мевлевихане, известное как Старое Мевлевихане Манисы. Здание является старейшей резиденцией ордена Мевлеви, сохранившей оригинальные черты, несмотря на серьёзные ошибки реставрации. Мевлевихане функционировал и в османский период, когда город был местом проживания наследника султана. Согласно Эвлие Челеби, записавшим надпись на здании, архитектором Мевлевихане был некий Эметуллахоглу Хаджи Осман. Однако Чататай Улучай прочёл имя строителя как "Архитектор Эмед б. Осман ", утверждая, что Эвлия Челеби ошибся[41]. Наряду с Мевлевихане Анталии это одна из двух важных структур, сохранившихся от периода бейликов до наших дней[11]. Чукур Хаммам, находящийся в комплексе, стал местом драматического для бейлика события — по слухам, именно в этой бане был пойман последний бей династии Хызыр-шах во время захвата города Мехмедом-челеби[42].

- Неизвестно время постройки мечети Дере Масджид (возведённой женой Исхака, Гюльгюн Хатун) и хаммама при мечети. Сейчас сооружение датируют без уточнения XIV веком. Эта мечеть тоже окружена постройками — мавзолеем, банями, фонтаном. В мавзолее захоронены Гюльгюн Хатун и её шесть дочерей, поэтому он также известен как Захоронение Семи Девушек[11].

- Мечеть Хаки Бабы и Аттара Ходжи тоже были построены во времена Саруханогуллары, но здания сильно перестроены[11].

- Мавзолей Сарухана-бея и мавзолей Ревака Султана датируются серединой XIV века[11].

- Ко времени бейлика относятся и мечети Гирдеджи и Герхан, построенные в  795 (1393) году и «до  799» (до 1397) года, соответственно [18].

- Мечеть, медресе и имарет Хызыр-шаха в Адала и Кемалийе[11].

- Мечеть Якуба-бея (Ешкиджами) (сына Девлет-Хана) в Демирчи, построенная в  810 (1407/8) году[11].

- Мечеть Сюнбюля, построенная в  759 (1358) году, и медресе Абдуллы в Менемене[11].

- Мечеть Эмета б. Осман в Нифе[11].

- Масджид Кесе Бахши в Менемене[11].

## Члены семейства
|  |  |          |          |                                  |                                  |                                  |                                  |                                  |                                  |  |  | Сарухан                                 |                                         |                                         |                                         |                                         |                                         |  |  |                     |                     |                     |                     |                     |                     |  |  |               |               |               |               |               |               |  |  |          |          |          |          |          |          |  |  |       |       |       |       |       |       |  |  |           |           |           |           |           |           |  |  |  |  |  |  |  |  |  |  |  |  |  |  |  |  |
|  |  |          |          |                                  |                                  |                                  |                                  |                                  |                                  |  |  |                                         |                                         |                                         |                                         |                                         |                                         |  |  |                     |                     |                     |                     |                     |                     |  |  |               |               |               |               |               |               |  |  |          |          |          |          |          |          |  |  |       |       |       |       |       |       |  |  |           |           |           |           |           |           |  |  |  |  |  |  |  |  |  |  |  |  |  |  |  |  |
|  |  |          |          |                                  |                                  |                                  |                                  |                                  |                                  |  |  | Альпаги                                 |                                         |                                         |                                         |                                         |                                         |  |  |                     |                     |                     |                     |                     |                     |  |  |               |               |               |               |               |               |  |  |          |          |          |          |          |          |  |  |       |       |       |       |       |       |  |  |           |           |           |           |           |           |  |  |  |  |  |  |  |  |  |  |  |  |  |  |  |  |
|  |  |          |          |                                  |                                  |                                  |                                  |                                  |                                  |  |  |                                         |                                         |                                         |                                         |                                         |                                         |  |  |                     |                     |                     |                     |                     |                     |  |  |               |               |               |               |               |               |  |  |          |          |          |          |          |          |  |  |       |       |       |       |       |       |  |  |           |           |           |           |           |           |  |  |  |  |  |  |  |  |  |  |  |  |  |  |  |  |
|  |  |          |          |                                  |                                  |                                  |                                  |                                  |                                  |  |  |                                         |                                         |                                         |                                         |                                         |                                         |  |  |                     |                     |                     |                     |                     |                     |  |  |               |               |               |               |               |               |  |  |          |          |          |          |          |          |  |  |       |       |       |       |       |       |  |  |           |           |           |           |           |           |  |  |  |  |  |  |  |  |  |  |  |  |  |  |  |  |
|  |  | Али-паша | Али-паша | Али-паша                         | Али-паша                         | Али-паша                         | Али-паша                         |                                  |                                  |  |  | Сарухан (1305/1313/ 713—1345/после 1348 | Сарухан (1305/1313/ 713—1345/после 1348 | Сарухан (1305/1313/ 713—1345/после 1348 | Сарухан (1305/1313/ 713—1345/после 1348 | Сарухан (1305/1313/ 713—1345/после 1348 | Сарухан (1305/1313/ 713—1345/после 1348 |  |  | Чуга-бей            | Чуга-бей            | Чуга-бей            | Чуга-бей            | Чуга-бей            | Чуга-бей            |  |  |               |               |               |               |               |               |  |  |          |          |          |          |          |          |  |  |       |       |       |       |       |       |  |  |           |           |           |           |           |           |  |  |  |  |  |  |  |  |  |  |  |  |  |  |  |  |
|  |  | Али-паша | Али-паша | Али-паша                         | Али-паша                         | Али-паша                         | Али-паша                         |                                  |                                  |  |  | Сарухан (1305/1313/ 713—1345/после 1348 | Сарухан (1305/1313/ 713—1345/после 1348 | Сарухан (1305/1313/ 713—1345/после 1348 | Сарухан (1305/1313/ 713—1345/после 1348 | Сарухан (1305/1313/ 713—1345/после 1348 | Сарухан (1305/1313/ 713—1345/после 1348 |  |  | Чуга-бей            | Чуга-бей            | Чуга-бей            | Чуга-бей            | Чуга-бей            | Чуга-бей            |  |  |               |               |               |               |               |               |  |  |          |          |          |          |          |          |  |  |       |       |       |       |       |       |  |  |           |           |           |           |           |           |  |  |  |  |  |  |  |  |  |  |  |  |  |  |  |  |
|  |  |          |          |                                  |                                  |                                  |                                  |                                  |                                  |  |  |                                         |                                         |                                         |                                         |                                         |                                         |  |  |                     |                     |                     |                     |                     |                     |  |  |               |               |               |               |               |               |  |  |          |          |          |          |          |          |  |  |       |       |       |       |       |       |  |  |           |           |           |           |           |           |  |  |  |  |  |  |  |  |  |  |  |  |  |  |  |  |
|  |  | Сулейман | Сулейман | Сулейман                         | Сулейман                         | Сулейман                         | Сулейман                         |                                  |                                  |  |  | Ильяс-бей (1346/ 746—1357)              | Ильяс-бей (1346/ 746—1357)              | Ильяс-бей (1346/ 746—1357)              | Ильяс-бей (1346/ 746—1357)              | Ильяс-бей (1346/ 746—1357)              | Ильяс-бей (1346/ 746—1357)              |  |  | Орхан               | Орхан               | Орхан               | Орхан               | Орхан               | Орхан               |  |  | Девлет-хан    | Девлет-хан    | Девлет-хан    | Девлет-хан    | Девлет-хан    | Девлет-хан    |  |  | Тимуршах | Тимуршах | Тимуршах | Тимуршах | Тимуршах | Тимуршах |  |  | Идрис | Идрис | Идрис | Идрис | Идрис | Идрис |  |  | Атмаз-хан | Атмаз-хан | Атмаз-хан | Атмаз-хан | Атмаз-хан | Атмаз-хан |  |  |  |  |  |  |  |  |  |  |  |  |  |  |  |  |
|  |  | Сулейман | Сулейман | Сулейман                         | Сулейман                         | Сулейман                         | Сулейман                         |                                  |                                  |  |  | Ильяс-бей (1346/ 746—1357)              | Ильяс-бей (1346/ 746—1357)              | Ильяс-бей (1346/ 746—1357)              | Ильяс-бей (1346/ 746—1357)              | Ильяс-бей (1346/ 746—1357)              | Ильяс-бей (1346/ 746—1357)              |  |  | Орхан               | Орхан               | Орхан               | Орхан               | Орхан               | Орхан               |  |  | Девлет-хан    | Девлет-хан    | Девлет-хан    | Девлет-хан    | Девлет-хан    | Девлет-хан    |  |  | Тимуршах | Тимуршах | Тимуршах | Тимуршах | Тимуршах | Тимуршах |  |  | Идрис | Идрис | Идрис | Идрис | Идрис | Идрис |  |  | Атмаз-хан | Атмаз-хан | Атмаз-хан | Атмаз-хан | Атмаз-хан | Атмаз-хан |  |  |  |  |  |  |  |  |  |  |  |  |  |  |  |  |
|  |  |          |          |                                  |                                  |                                  |                                  |                                  |                                  |  |  | Исхак-бей (1357/1362/ 776—1388/ 792)    | Исхак-бей (1357/1362/ 776—1388/ 792)    | Исхак-бей (1357/1362/ 776—1388/ 792)    | Исхак-бей (1357/1362/ 776—1388/ 792)    | Исхак-бей (1357/1362/ 776—1388/ 792)    | Исхак-бей (1357/1362/ 776—1388/ 792)    |  |  |                     |                     |                     |                     |                     |                     |  |  | Якуб-хан      | Якуб-хан      | Якуб-хан      | Якуб-хан      | Якуб-хан      | Якуб-хан      |  |  |          |          |          |          |          |          |  |  |       |       |       |       |       |       |  |  |           |           |           |           |           |           |  |  |  |  |  |  |  |  |  |  |  |  |  |  |  |  |
|  |  |          |          |                                  |                                  |                                  |                                  |                                  |                                  |  |  | Исхак-бей (1357/1362/ 776—1388/ 792)    | Исхак-бей (1357/1362/ 776—1388/ 792)    | Исхак-бей (1357/1362/ 776—1388/ 792)    | Исхак-бей (1357/1362/ 776—1388/ 792)    | Исхак-бей (1357/1362/ 776—1388/ 792)    | Исхак-бей (1357/1362/ 776—1388/ 792)    |  |  |                     |                     |                     |                     |                     |                     |  |  | Якуб-хан      | Якуб-хан      | Якуб-хан      | Якуб-хан      | Якуб-хан      | Якуб-хан      |  |  |          |          |          |          |          |          |  |  |       |       |       |       |       |       |  |  |           |           |           |           |           |           |  |  |  |  |  |  |  |  |  |  |  |  |  |  |  |  |
|  |  |          |          |                                  |                                  |                                  |                                  |                                  |                                  |  |  |                                         |                                         |                                         |                                         |                                         |                                         |  |  |                     |                     |                     |                     |                     |                     |  |  |               |               |               |               |               |               |  |  |          |          |          |          |          |          |  |  |       |       |       |       |       |       |  |  |           |           |           |           |           |           |  |  |  |  |  |  |  |  |  |  |  |  |  |  |  |  |
|  |  |          |          | Орхан (1378/79—1389) (1402—1404) | Орхан (1378/79—1389) (1402—1404) | Орхан (1378/79—1389) (1402—1404) | Орхан (1378/79—1389) (1402—1404) | Орхан (1378/79—1389) (1402—1404) | Орхан (1378/79—1389) (1402—1404) |  |  | Хызыр (1388—1390) (1404/ 805—1410)      | Хызыр (1388—1390) (1404/ 805—1410)      | Хызыр (1388—1390) (1404/ 805—1410)      | Хызыр (1388—1390) (1404/ 805—1410)      | Хызыр (1388—1390) (1404/ 805—1410)      | Хызыр (1388—1390) (1404/ 805—1410)      |  |  | Сарухан (1411—1415) | Сарухан (1411—1415) | Сарухан (1411—1415) | Сарухан (1411—1415) | Сарухан (1411—1415) | Сарухан (1411—1415) |  |  | Шесть дочерей | Шесть дочерей | Шесть дочерей | Шесть дочерей | Шесть дочерей | Шесть дочерей |  |  |          |          |          |          |          |          |  |  |       |       |       |       |       |       |  |  |           |           |           |           |           |           |  |  |  |  |  |  |  |  |  |  |  |  |  |  |  |  |